# Philodendron basii
Philodendron basii är en kallaväxtart som beskrevs av Eizi Matuda. Philodendron basii ingår i släktet Philodendron och familjen kallaväxter. Inga underarter finns listade.